# Piotrów (powiat gostyniński)
Piotrów – wieś w Polsce położona w województwie mazowieckim, w powiecie gostynińskim, w gminie Gostynin.
Wieś szlachecka Piotrowo położona była w drugiej połowie XVI wieku w powiecie gostynińskim ziemi gostynińskiej województwa rawskiego.
W czasie kampanii wrześniowej stacjonowała tu 43 Eskadra Towarzysząca.
W latach 1975–1998 miejscowość należała administracyjnie do województwa płockiego.